# Krewnie
Krewnie – dawna wieś. Tereny, na których była położona, leżą obecnie na Białorusi, w obwodzie witebskim, w rejonie postawskim, w sielsowiecie Juńki.

## Historia
W czasach zaborów zaścianek włościański w gminie Jasiewo, w powiecie święciańskim, w guberni wileńskiej Imperium Rosyjskiego. W 1866 roku liczył 35 mieszkańców w 3 domach. W 1905 roku wieś liczyła 89 mieszkańców, 60 dziesięcin.
Od 11 kwietnia 1922 wieś leżała w Polsce, w województwie wileńskim, w powiecie święciańskim w gminie Jasiewo, od 1926 roku w powiecie postawskim, w gminie Postawy.
W 1931 w 9 domach zamieszkiwało 48 osób.
Wierni należeli do parafii rzymskokatolickiej Zadziewiu i prawosławnej w Postawach. Miejscowość podlegała pod Sąd Grodzki w Postawach i Okręgowy w Wilnie; właściwy urząd pocztowy mieścił się w Postawach.
W 1938 roku miejscowość należała do gromady Jacewicze gminy Postawy.